# Martin Graiciar
Martin Graiciar (ur. 11 kwietnia 1999 w Karlowych Warach) – czeski piłkarz grający na pozycji napastnika w Sparcie Praga.

## Życiorys
W czasach juniorskich trenował w Viktorii Pilzno i angielskim Arsenalu F.C., na zasadzie półtorarocznego wypożyczenia. 17 stycznia 2017 został piłkarzem Slovana Liberec. W rozgrywkach 1. česká fotbalová liga zagrał po raz pierwszy 11 marca 2017 w przegranym 0:1 meczu z Viktorią Pilzno. 12 lipca 2017 został sprzedany za 1,5 miliona euro do włoskiego ACF Fiorentina. Od 8 sierpnia 2017 do 30 czerwca 2018 przebywał na wypożyczeniu w Slovanie. 9 lipca 2019 został wypożyczony na rok do czeskiej Sparty Praga.